# Ordre de bataille confédéré de la première bataille de Kernstown
Les unités et commandants de l'armée des États confédérés ont combattu le 23 mars 1862 lors de la première bataille de Kernstown de la guerre de Sécession. L'ordre de bataille unioniste est indiqué séparément.

## Abréviations utilisées

### Grade militaire
- Major général
- Brigadier général
- Colonel
- Lieutenant-colonel
- Commandant
- Capitaine
- Premier lieutenant

### Autre
- (b) = blessé
- mb = mortellement blessé
- † = tué
- (PDG) = capturé

## District de la vallée, département de Virginie du Nord
Major général Thomas J. Jackson
| Division                                            | Brigade                                                         | Régiment ou d'Autres |
| --------------------------------------------------- | --------------------------------------------------------------- | --- |
| Division de Jackson Major général Thomas J. Jackson | Brigade de Stonewall(p657) Brigadier général Richard B. Garnett | - 2nd Virginia Infantry - Colonel James W. Allen - 4th Virginia Infantry - Lieutenant-colonel Charles A. Ronald, Commandant Albert G. Pendleton - 5th Virginia Infantry - Colonel William H. Harman - 27th Virginia Infantry - Colonel John Echols (w), Lieutenant-colonel Andrew J. Grigsby - 33th Virginia Infantry - Colonel Arthur C. Cummings - Batterie de Rockbridge, artillerie de Virginie - Capitaine William McLaughlin - Batterie de West Augusta, artillerie de Virginie - Capitaine James Waters - Batterie de Carpenter (Virginie) - Capitaine Joseph Carpenter |
| Division de Jackson Major général Thomas J. Jackson | Deuxième brigade (Burks) Colonel Jesse S. Burks                 | - 21st Virginia Infantry - Lieutenant-colonel John M. Patton, Jr - 42nd Virginia Infantry - Lieutenant-colonel Daniel A. Langhorne - 48th Virginia Infantry - Colonel John Campbell (non engagé)(p657-658) - Premier bataillon d'infanterie de Virginie (irlandais) - Capitaine David B. Bridgford - Artillerie de Virginie de Hampden - Capitaine Lawrence S. Marye - Batterie de Virginie de Pleasant (non engagé) - Premier lieutenant James Pleasants |
| Division de Jackson Major général Thomas J. Jackson | Troisième brigade (Fulkerson) Colonel Samuel V. Fulkerson       | - 23rd Virginia Infantry - Lieutenant-colonel Alexander G. Taliaferro - 37th Virginia Infantry - Lieutenant-colonel Robert P. Carson - Artillerie de Danville, artillerie de Virginie - Premier lieutenant Albert C. Lanier |
| Division de Jackson Major général Thomas J. Jackson | Cavalerie Colonel Ashby Turner                                  | - 7th Virginia Cavalry - Colonel Ashby Turner - Batterie de Virginie de Chew - Capitaine R. Preston Chew |